# Généalogie acadienne
La généalogie acadienne se réfère à la généalogie des acadiens, de la fondation de la colonie en 1604 jusqu'à nos jours. La généalogie est souvent considérée comme un symbole identitaire.

## Noms acadiens
Premier recensement des Acadiens en 1671 mais pour la plupart d'entre eux peu de renseignements qui permettraient de retrouver leurs origines en France, pas de noms de leurs parents et pas de lieux d'origine ! Les origines de certains migrants vers l'Acadie ont pu être retrouvées par les indications fournies sur les rôles des navires, exemple : Madeleine et Andrée Brun  baptisées en 1645 et 1646 à La Chaussée, Pierre Martin et Catherine Vigneaux mariage à Bourgueil, Guillaume Trahan et Françoise Corbineau de Touraine Publication 1991).
Liste des passagers du navire le Saint-Jean 1636. Journal d'origine des comptes du navire le Saint-François fait en 1642, parmi les passagers cités Jacques Bourgeois, chirurgien, pionnier d'Acadie, marié à Jeanne Trahan, originaire de Bourgueil (Anjou), à noter mention de la levée du courrier pour l'Acadie 5 boîtes aux lettres:  Bayonne, Bordeaux, La Rochelle, Tours et Paris, attestant les liens avec ces régions. Autres actes trouvés par Geneviève Massignon dans les Archives Départementales en ligne de la Vienne à La Chaussée: Madeleine Brin/Brun en 1645, 2ème épouse de Guillaume Trahan et sa sœur Andrée en 1646. 

### Noms des familles pionnières
Selon Stephen White, 90 % des Acadiens descendent de quelques familles, ce qui explique le faible nombre de noms.
La plupart des familles acadiennes sont d'origine françaises. Il y a également trois familles anglaises (Druce, Granger, Hensaule/Henshaw), trois familles basques, une croate (Matthieu), une écossaise (Jeanson/Johnson), une espagnole (Gousman), une flamande (Pitre), quatre irlandaises (Caissy/Casey, Guénard/Gainer, Long, Onel/O'Neal), une madelinienne (Semer) et deux portugaises (Mirande et Rodrigue).
De plus, deux noms de famille à consonance anglaise (Melanson et Egan) sont d'origine française attestée.

### Noms disparus
De nombreux noms acadiens sont disparus. La Déportation des Acadiens en est la principale cause et représente la perte des trois-quarts des noms de familles pionnières. La raison peut-être l'absence de descendance (Gisé, Lambourt, Poupart, Racois) ou au moins l'absence de descendants mâles (Bélou, Bézier, Flan, Forton, Gadreau, Gentil, Gouzille, Le Juge, etc.) ou, la plupart du temps, les exécutions, les naufrages, les maladies et les mauvaises conditions de vie (Apart, Froiquingont, Oudy, Tillard).

## Études généalogiques

### Sources
La Déportation des Acadiens a fourni de nombreuses sources, puisque les forces britanniques consignaient les noms des déportés, les villages, les bateaux, etc. Par contre, de nombreuses sources ont été détruites, sont incomplètes ou se contredisent. D'ailleurs, le plus vieux registre commence par le mot « suite ». Il existe aussi de nombreuses homonymies. Plusieurs personnes d'origines méconnues sont venues vivre en Nouvelle-France, souvent pour refaire leur vie ; on estime que seulement 10 à 12 % des Québécois ont un ancêtre français dont l'origine est confirmée. La qualité des documents en tant que telle peut nuire aux recherches. Par exemple, lorsque le Québec et le Nouveau-Brunswick devinrent des colonies séparées, les noms des parents des époux ne figurèrent plus sur les actes de mariages. 
Ces différentes situations expliquent certaines conclusions imprécises. Les déductions aident toutefois beaucoup les généalogistes, en particulier lorsqu'un document mentionne une dispense.
Au tournant du XXIe siècle, la généalogie acadienne est populaire, en particulier chez les jeunes.
Le dictionnaire généalogique des familles acadiennes (DGFA, S. White, Moncton, NB, 1999) regroupe les données connues jusqu'à 1999, pour la période 1636-1714. 